# Ломелозия кавказская
Ломелозия кавказская (лат. Lomelosia caucasica), или скабиоза кавказская — вид цветковых растений семейства Жимолостные (Caprifoliaceae), произрастающего на Кавказе, северо-востоке Турции и северном Иране. Многолетник с серо-зелеными разрезными листьями, высотой до 60 см, образующий подушки, с серо-зелеными разделенными листьями. Бутоны в форме подушечек, расположены на прямостоячих опушенных стеблях, раскрытые до бледно-голубых или бледно-лиловых соцветий, 4–8 см в диаметре с конца лета до осени.
Ранее он был известен как Scabiosa caucasica до 1985 года и относился к роду Скабиоза (Scabiosa), когда он стал Lomelosia caucasica. В некоторых источниках до сих пор упоминается как Scabiosa caucasica.

## Таксономия
После изучения семейства Dipsacaceae (Verlaque, 1983) Scabioseae были разделены на несколько родов, при этом S. caucasica была помещена в Lomelosia Raf. (Гройтер, 1985). Дальнейшие карпологические (изучение плодов и семян) и палинологические (изучение пыльцы) исследования (Mayer & Ehrendorfer, 1999) еще больше подтвердили эту точку зрения, которая затем была дополнительно подтверждена более поздними данными молекулярной филогенетики (Caputo и др., 2004  Авино и др., 2009).
GBIF  и Министерство сельского хозяйства США и Служба сельскохозяйственных исследований согласились на изменение названия.

### Синонимы
Согласно базе данных GBIF в синонимику вида входят следующие названия:
- ≡ Asterocephalus caucasicus (M.Bieb.) Spreng.
- = Asterocephalus elegans (Spreng.) Lag.
- = Scabiosa caerulea Kielm.
- = Scabiosa caucasea Sims
- ≡ Scabiosa caucasica M.Bieb.
- = Scabiosa connata Hornem.
- = Scabiosa elegans Spreng.
- = Scabiosa grandiflora Steud.
- ≡ Sclerostemma caucasicum (M.Bieb.) Schott
- = Sclerostemma connatum Schott
- ≡ Trochocephalus caucasicus (M.Bieb.) Á.Löve & D.Löve

## Экология
Растение очень привлекательно для пчел и других насекомых-опылителей.

## Сорта
Для использования в саду были выведены многочисленные сорта в оттенках красного, фиолетового, розового, синего и белого цветов. Сорта Clive Greaves  (крупные, лавандово-синие), и Miss Willmott  (белые с высокими стеблями) получили награду Королевского садоводческого общества за заслуги перед садом .

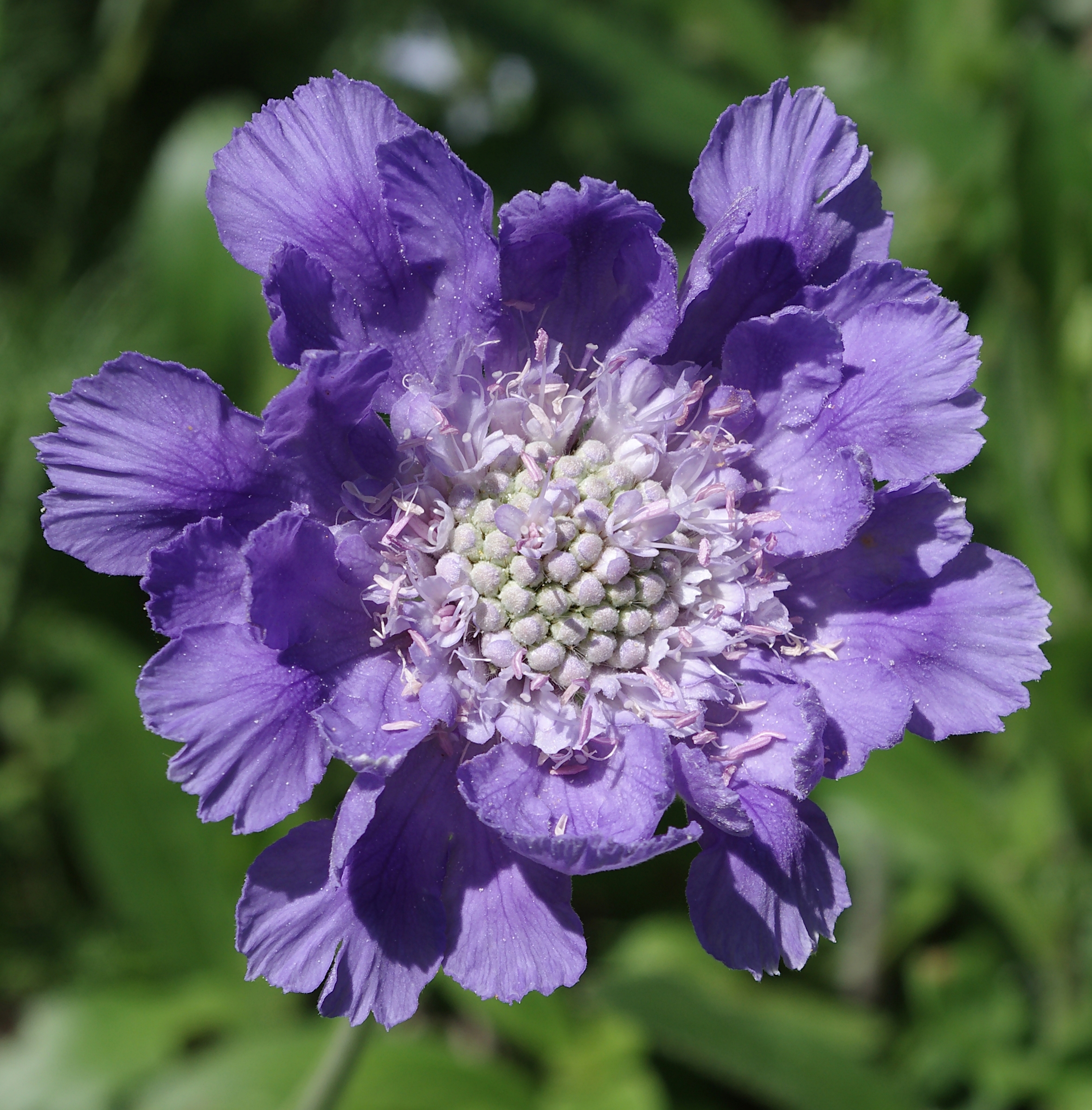

Другие сорта включают: -
 
- 'Blue Perfection' (blue)
- 'Bressingham White' (white)
- 'Claire Greaves' (lavender blue)
- 'Compliment' (large blue)
- 'Fama' (large lavender blue)
- 'Floral Queen' (light blue)
- 'Loddon White' (white)
- 'Moonbeam Blue' (dark blue)
- 'Mrs Isaac House' (creamy white)
- 'Perfecta' (dark lavender blue)
- 'Perfecta Alba Blanc' (white)
- 'Staefa' (blue)

## Другие источники
- Botanica, Einjährige und mehrjährige Pflanzen, Über 2000 Pflanzenporträts,ISBN 978-3-8331-4469-1, номер 790 (немецкий)